# Oospila leucothalera
Oospila leucothalera là một loài bướm đêm trong họ Geometridae.